# Cesare De Titta
Cesare De Titta (Sant'Eusanio del Sangro, 27 gennaio 1862 – Sant'Eusanio del Sangro, 14 febbraio 1933) è stato un poeta italiano, autore di componimenti in italiano, latino e vernacolo abruzzese.

## Biografia
Figlio del notaio Vincenzo e di Sofia Loreto, rimase orfano di padre ad appena due anni e, pur senza vocazione, all'età di sedici anni entrò nel seminario di Lanciano per divenire sacerdote.
Insegnò Lettere classiche al seminario di Venosa tra il 1881 ed il 1889, divenendone anche rettore: al suo periodo lucano risalgono i suoi Saggi di traduzione da Catullo, pubblicati in Abruzzo nel 1890, presso la casa editrice Carabba. L'opera gli valse il diploma honoris causa di insegnante di lettere da parte del Ministero della pubblica istruzione, che nel 1891 gli permise di ottenere la cattedra di greco e latino presso il liceo classico di Lanciano. Sempre presso la casa editrice Carabba pubblicò una Grammatica della lingua viva e una Grammatica della lingua latina.

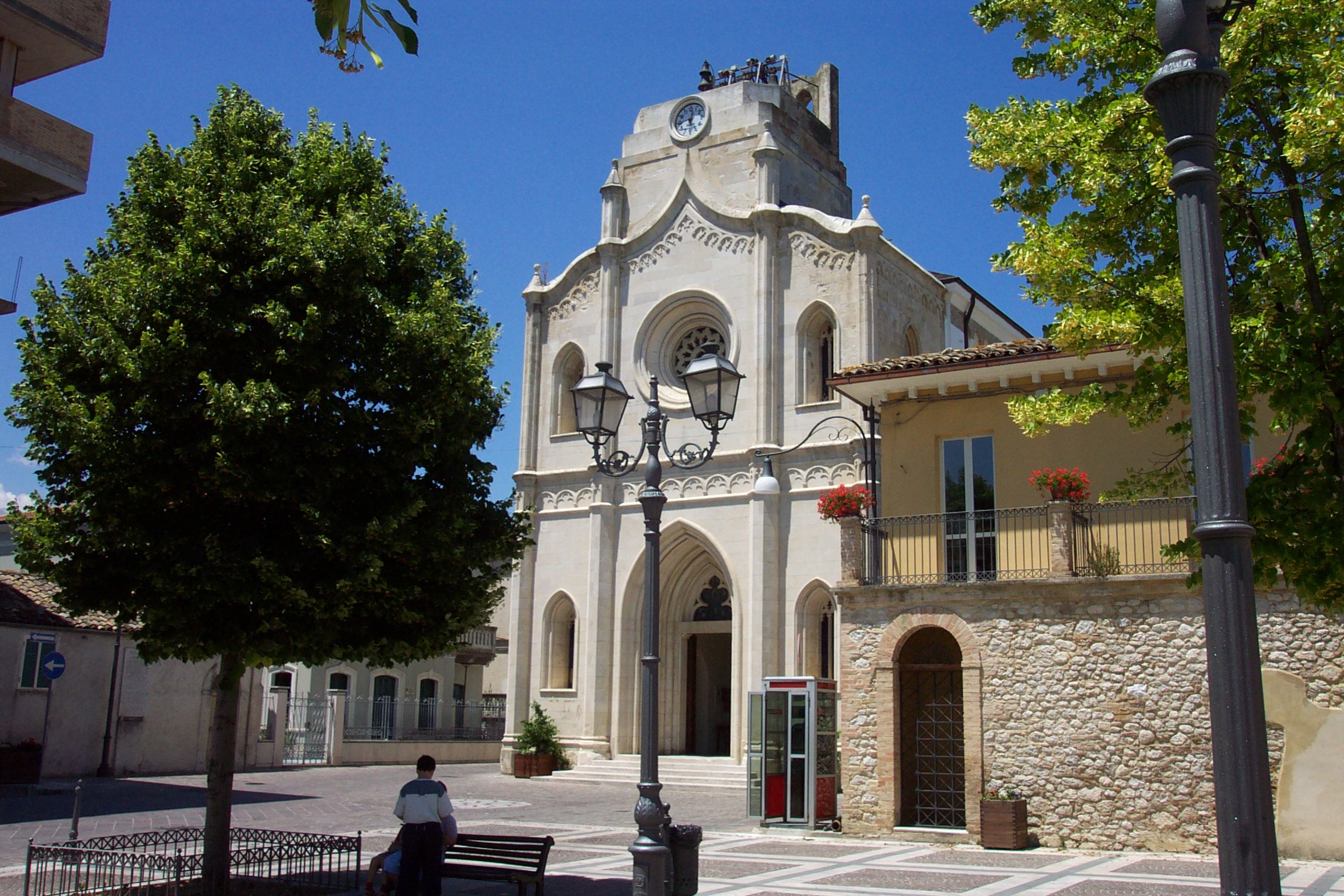
Piazza De Titta, Sant'Eusanio del Sangro

Lasciato l'insegnamento nel 1926, si ritirò nella villetta che possedeva nel suo paese natale e si dedicò interamente alla produzione letteraria, impiegando la lingua italiana, quella latina e il dialetto abruzzese (donde l'appellativo di poeta dai tria corda): in particolare si ricordano i volumi di Poesie e Canzoni abruzzesi, la raccolta di poemetti Gente d'Abruzzo e Cantus et flores. "Un canone critico, difficilmente ribaltabile," scrive il poeta e critico Ottaviano Giannangeli "pone in Terra d'oro (Lanciano 1925; 2 ediz., ibid. 1970) il vertice dell'arte, forse anche della ricerca filosofico-esistenziale del De Titta".
In onore all'amico Gabriele D'Annunzio, il sacerdote abruzzese tradusse in dialetto La figlia di Jorio e in latino le Elegie romane. De Titta fu anche amico di un altro grande classicista, Luigi Illuminati (anch'egli canonico, che scrisse canzoni per la Maggiolata di Ortona), del compositore Antonio Di Jorio (che avrebbe musicato molte sue poesie), dell'umanista e politico Domenico Tinozzi e del poeta e militare Salvatore Caporaso, al quale dedicò un epitaffio in latino.
Alla sua memoria è dedicato il Premio Letterario Nazionale Cesare De Titta a Lanciano.
De Titta nel 1922 compose un epitaffio per gli studenti del Ginnasio di Lanciano caduti in guerra, scolpito in lettere latine presso il monumento in marmo sulla facciata dell'istituto in via Bologna (originalmente era sul vecchio edificio in corso Trento e Trieste). Alla sua morte, gli fu dedicata una via di Lanciano, la piazza di Sant'Eusanio, e nel 1953 l'istituto magistrale di Lanciano.

## Opera e stile

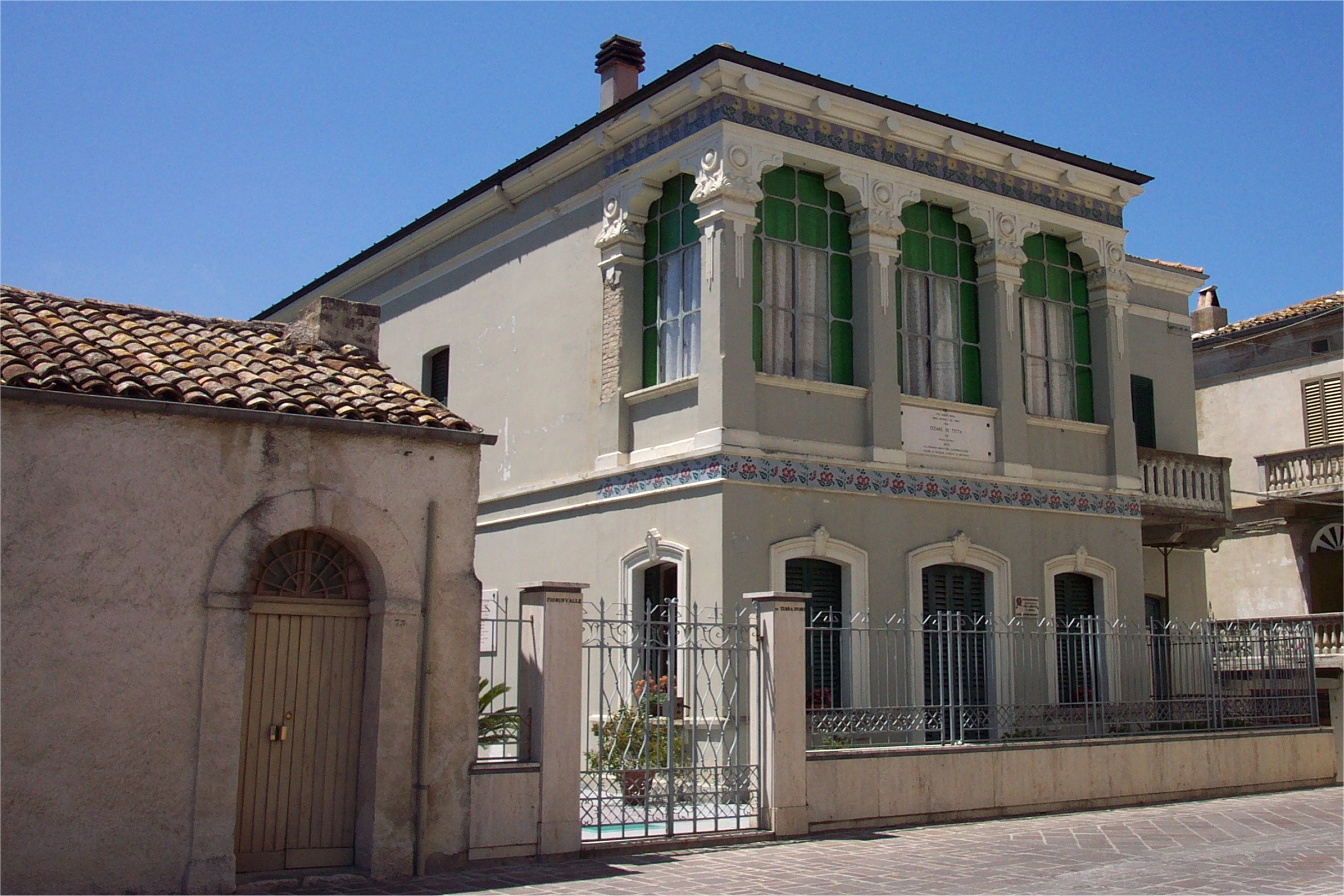
Sant'Eusanio: sulla sinistra la casa natale di Cesare De Titta, e in centro la struttura liberty del Palazzo Fiorinvalle-Terra d'Oro

Lo stile detittiano fa molto riferimento al carduccianismo, anche se per quanto riguarda le poesie e i testi delle canzoni, De Titta si discosta completamente dal toscano, adottando il dialetto della provincia di Chieti.
De Titta è da ricordare nel panorama musicale abruzzese di tradizione popolare, perché insieme a compositori come Antonio Di Jorio e Guido Albanese creò dei brani che oggi sono conosciutissimi nella regione. Tra le musiche di maggior pregio si ricordano L'Acquabbelle, Lu piante de le fojje, Din don, Oilì oilà, Lu parrozze, Amore mé, Famme murì.

## Poetica
De Titta non esordì come poeta dialettale, ma si cimentò nel classicismo oraziano e carducciano. Come il poeta romano Quinto Ennio, dichiarò: "Ho tre cuori perché posseggo tre lingue", ossia l'italiano, il latino e il dialetto frentano. Prima della composizione dei Carmina, il De Titta studiò ampiamente la cultura e la lingua classica con rigore filologico, componendo saggi di Orazio e Catullo, traducendo dal greco anche Saffo, analizzò la Ode alle Valchirie di Carducci, il quale il 27 novembre 1898 gli spedì una lettera di congratulazioni. Poi studiò anche i componimenti degli abruzzesi Gabriele Rossetti, G. Mazzoni, C. De Azeredo. Nel 1900 tradusse in latino le Elegie romane di D'Annunzio (1886), di cui nel 1923 avrebbe compiuto la versione dialettale della tragedia La figlia di Iorio (1904).
In lingua latina, De Titta compose i tre libri dei Carmina, pubblicati nel 1922 dall'editrice "Rocco Carabba" di Lanciano, ristampato poi in altre edizioni nel 1952, 1986 e nel 1998. I componimenti nel costrutto semplice e vivo, senza imitazioni troppo vistose del lessico e della forma del gusto classico, dimostrano un'originale adesione alla lingua latina, che conferì al De Titta il riconoscimento di "maestro della classicità" nel marzo 1933 dall'Accademia dei Lincei.

### I Canti latini
Altri componimenti sparsi sono stati raccolti in 2 volumi curati sempre dall'editrice Carabba, nel 1988. Il primo volume s'intitola Elegie lontane, poi gli Juvenilia, in riferimento alla raccolta carducciana, pubblicata presso la tipografia "Artistica" di Venosa nel 1883, i Frammenti di un canzoniere, tutti inediti, poi l'Appendice. Poesie eterogenee, tra le quali figurano anche quelle di Nella vita oltre la vita, pubblicate dall'editore De Arcangelis a Casalbordino nel 1900. Il secondo volume comprende: In monte e in valle, gruppo di liriche in gran parte inedite, poi I canti di ritorno, i Sonetti, arricchiti di nuove composizioni rispetto alla prima edizione del 1922 presso De Arcangelis di Atri, l'Appendice. Stornelli scritti per occasioni varie

### Scritti secondari e opere teatrali
Il primo libro delle Cartoline (Ortona, Bonanni, 1914), presenta un De Titta conviviale, pieno di garbata ironia che usa il sonetto come "cartolina postale" per salutare gli amici. I testi seguenti di un florilegio Così... come parlava il cuore (Guardiagrele, Palmerio, 1933), curato da Luigi Illuminati, sono compresi nel secondo volume di Poesie

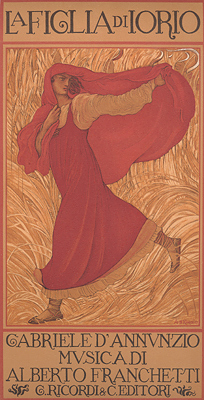
Illustrazione de La figlia di Iorio di D'Annunzio (1904), il De Titta nel 1923 ne realizzò una versione dialettale

Nel 1923 per la Vallecchi di Firenze, De Titta pubblicò i poemetti di Gente d'Abruzzo, e l'anno seguente, sempre per l'editrice lancianese, diede alle stampe i due volumi di Opere teatrali. Già nel 1920 De Titta aveva fatto rappresentare il dramma A la fonte, e poi La Scuncòrdie, commedia in un solo atto. Nel 1925, per Carabba, De Titta pubblicò il volume Terra d'Oro', universalmente indicato come il vertice dell'arte dialettale dell'autore, mentre nel 1930 usciva Cantus et Flores in occasione del bimillenario di virgiliano. Nel 1929 era stato pubblicato anche Acqua, Foco e Vento, raccolta di liriche dedicata al ministro Giovanni Gentile. Il poemetto appare a prima vista di tematiche diverse dallo stile detittiano, segue un filo ideale che chiude una teoria poeticamente vissuta nell'ambito del monismo panteistico del De Titta il quale si ricollega sia a Pascoli e a Carducci per il classicismo che a D'Annunzio per la ripresa di temi abruzzesi.
Tuttavia De Titta si discosta fortemente dall'immaginario dannunziano dell'Abruzzo primitivo, aggressivo e vorace, rigettando l'interpretazione veristica del pescarese, ripresa da Giovanni Verga, concentrandosi di più sul cantare lo stile di vita pacato, allegro ma anche ordinario e mite della popolazione abruzzese. Il collegamento con Pascoli per De Titta si denota nel raccontare nella poesia esperienze realmente vissute, senza creazione di modelli e fantasie idilliache, la tendenza detittiana alla musicalità non viene mai adulterata da squisitezze e preziosismi, e si esprime con naturale schiettezza, cercando di rappresentare nel modo più lampante e trasparente possibile il carattere tipico abruzzese. E in ciò consiste appunto l'uso sapiente del dialetto locale, con i tocchi classicistici di sfondo ripresi da Pascoli e Carducci, nonché dalla poesia latina per la descrizione dei paesaggi.
Pier Paolo Pasolini infatti, accennando a De Titta, parlò di "pascolismo dialettale", ossia l'autore rifiutava i pregiudizi teorici contro gli sperimentalismi e le avanguardie. Nella seconda edizione corretta delle Canzoni abruzzesi, del 1923, De Titta sembra lanciare una sfida ai futuristi.
I manoscritti originali di De Titta sono conservati a Sant'Eusanio del Sangro presso la biblioteca civica nel museo della casa natale, custoditi da Vittore Verratti. Omaggi a De Titta sono stati fatti nel paese natale, con la musealizzazione della casa, a fianco la chiesa madre di Santa Maria Assunta, nell'intitolazione a egli della piazza principale, nello studio critico ancora oggi in atto, delle sue opere presso l'editrice Carabba di Lanciano, nell'intitolazione dell'Istituto Pedagogico Magistrale a "Cesare De Titta" presso Lanciano, e nella costruzione del Monumento ai liceali Caduti per la Patria, in occasione del 1922, quando fu riaperto il Liceo classico "Vittorio Emanuele II" a Lanciano. La lapide, che porta incisi alcuni versi di De Titta per i giovani studenti morti in guerra, è stata traslata dalla storica struttura del Corso Trento e Trieste sulla facciata del nuovo polo scolastico in Via del Mare.

### LeCanzoni abruzzesioCanzoniere
(Dalla canzone S'è cupertë de neve la Majelle, inizio della raccolta Terra d'Oro)
Le raccolte di componimenti dialettali sono Canzoni abruzzesi (Lanciano, Carabba, 1919), Nuove canzoni abruzzesi (Carabba, 1923), che costituiranno poi il Canzoniere postumo (1992), Terra d'Oro (Carabba, 1925), e Acqua, Foco e Vento (1929).
La prima edizione del Canzoniere fu edita da Carabba editore nel 1919, e la nuova edizione accresciuta nel 1923, ripubblicata in edizione critica nel 1992 dall'editrice Itinerari (Lanciano). Con il Canzoniere, De Titta entrò nella storia della letteratura abruzzese in maniera ufficiale, restando l'esempio più importante del vernacolare abruzzese sotto-forma di monumentale raccolta di elegie e sonetti. Per la composizione si avvalse del sub-dialetto frentano, in particolare l'idioma dell'antica Monteclum, ossia di Sant'Eusanio del Sangro, da cui proverrebbe appunto tale parlata che spazia in tutta l'area del basso Sangro, confine con il vastese a sud, e a nord col chietino.
La maggior parte sono componimenti a tre strofe di una quartina più doppie strofe, a rime incatenate ed endecasillabi. I temi riguardano soprattutto la celebrazione della natura selvaggia, sincera e gioiosa della piana tra Lanciano e la Maiella, l'area del fiume Sangro; spesso De Titta, con sguardo anche nostalgico per il tempo che passa, si concentra sulla celebrazione della figure femminile, celebra una fanciulla, o gruppi di ragazza di campagna che svolgono le loro mansioni in gioia, fresche di vita, mentre cantano, a discapito del poeta canonico che invecchia, e che per l'abito talare che porta, non può divertirsi con loro, ed è costretto solo a partecipare con lo spirito, senza per scadere in desiderio scabrosi, ma lasciandosi trasportare con disincanto dai suoni, dai colori e dai sapori della genuina naturalezza della vita di campagna abruzzese.
Nel Canzoniere i temi sono variabili, spesso ci sono anche riflessioni interiori molto profonde in dialetto, in cui il poeta riflette su ciò che ha realizzato nella vita, visioni totalmente differenti dalla spensieratezza presente nella prima raccolta del 1919 e in Terra d'Oro, in cui lo stesso proemio in lirica S'è cuperte di neve la Majelle, è una dichiarazione di poetica di assoluta apertura e amore verso la natura abruzzese, e dichiara il desiderio di celebrarla e cantarla con brevi liriche, altre lunghe. Spesso i tempi sono le fanciulle, la vita quotidiana, la descrizione di piante o animali con massime moralistiche, la fonte, luogo di incontri e chiacchiere delle comari, abbandonata poi per la costruzione della fontana pubblica nel centro di Sant'Eusanio, con rammarico del poeta per l'intromissione violenta e improvvisa del progresso nell'equilibrio della tradizione popolare.
Le ultime liriche detittiane sono una riflessione triste per i tempi che cambiano, per la modernità, e per la guerra mondiale da lui vissuta, dato che scrisse un epitaffio per i Caduti di Sant'Eusanio e Lanciano, molti giovani del Ginnasio andati a combattere al fronte; la natura con il suo esistere sempre uguale e immutabile, perfetto e solenne, è l'unica consolatrice del poeta, come nella lirica in cui si rivolge alla fonte e al rigagnolo d'acqua, che da secoli scorre sempre uguale, e va sempre a finire nello stesso luogo, il mare.

### Canzoni folkloristiche abruzzesi
Molte di queste sono tratte dallo stesso Canzoniere detittiano, musicate soprattutto da Antonio Di Jorio, Guido Albanese e Camillo De Nardis. Cesare De Titta, nel pieno della stagione folklorisitica abruzzese, avviata nel 1923 con l'evento della "Settimana abruzzese" a Pescara organizzata da Luigi Antonelli, con la collaborazione dello stesso De Titta, Alfredo Luciani e Luigi Illuminati poeta di Atri, fu uno dei massimi rappresentanti di questi eventi annuali, a cadenza mensile, che sfociarono poi nella Maggiolata abruzzese di Ortona, i cui massimi rappresentanti furono Luigi Dommarco e Guido Albanese, a negli anni a seguire Luigi Illuminati, Giulio Sigismondi, Ettore Montanaro, Eduardo Di Loreto e Pierino Liberati, Evandro Marcolongo, Ottaviano Giannangeli il quale rilanciò l'evento a Pescara come "Settembrata abruzzese", e tanti altri. Una raccolta parziale delle musiche è stata fatta da Donatangelo Lupinetti nelle Tradizioni socio melodiche e letterarie abruzzesi vol III, CET, Lanciano 1983
Le canzoni più famose scritte da De Titta per essere musicate sono:
- Dindò (dal Canzoniere, 1919), musica di Antonio Di Jorio
- Famme murì, musica di A. Di Jorio
- Lu piante de le fojje (dal Canzoniere), musica di Guido Albanese, presentata alla Maggiolata abruzzese di Ortona (1920)
- L'Acquabbelle, presentata alla Maggiolata abruzzese di Ortona (1920), musica di G. Albanese
- A la lune, presentata alla Maggiolata abruzzese di Ortona (1924)
- Ninna nanna abruzzese, musica Camillo De Nardis
- Amore mé, musica di A. Di Jorio
- Caruline, musica di A. Jorio
- Vuccuccia d'ore, musica di A. Di Jorio
- La canzone dell'uva, musica di A. Di Jorio
- Nen serve (dal Canzoniere), musica Vincenzo Coccione
- La serenata abruzzese, musica V. Coccione
- Chell'uocchie, musica di V. Coccione
- La canzone dell'acquedotto, per l'inaugurazione della fontana in piazza Plebiscito a Lanciano (1905)
- Ninna nanna del Littorio (1933) in italiano, mai riproposta

## Museo casa natale di Cesare De Titta
In corso Regina Margherita a Sant'Eusanio (CH), a fianco la chiesa parrocchiale dell'Assunta, si trova l'antica casa natale del poeta. Si tratta di una modesta "pagliara" locale a piano unico, con porta d'ingresso e lapide commemorativa in latino affissa sul muro. La casa raccoglie gli indumenti e l'attrezzatura usata dal poeta, nonché alcuni manoscritti originali. Visitabile in occasioni di festa e su prenotazione. Da un lato è affiancata dal Palazzo liberty fatto erigere da De Titta, detto "Fiorinvalle Terra d'Oro" nel primo decennio del Novecento, che fu cenacolo di intellettuali locali come Gennaro Finamore, Rocco Carabba e Gabriele D'Annunzio.